# Orazio Spinola
Orazio Spinola (Genova, 1547 – Genova, 24 giugno 1616) è stato un cardinale e arcivescovo cattolico italiano.

## Biografia
Nacque a Genova nel 1547.
Fu eletto arcivescovo di Genova il 20 dicembre 1600.
Papa Paolo V lo elevò al rango di cardinale nel concistoro dell'11 settembre 1606 ma ricevette il titolo di San Biagio dell'Anello dieci anni dopo.
Morì il 24 giugno 1616.

## Genealogia episcopale e successione apostolica
La genealogia episcopale è:
- Cardinale Tolomeo Gallio
- Arcivescovo Gaspare Visconti
- Vescovo Giovanni Fontana
- Arcivescovo Alfonso Paleotti
- Cardinale Orazio Spinola

La successione apostolica è:
- Vescovo Innocenzo Massimi (1615)

## Ascendenza
|                    |                          |                                       | Genitori                                      |  |  | Nonni |  |  | Bisnonni                            |  |  | Trisnonni       |  |
|                    |                          |                                       |                                               |  |  |       |  |  | Battista Spinola, senatore genovese |  |  | Antonio Spinola |  |
|                    |                          |                                       |                                               |  |  |       |  |  | Battista Spinola, senatore genovese |  |  | Antonio Spinola |  |
|                    |                          | Pietrina                              |                                               |  |  |       |  |  | Battista Spinola, senatore genovese |  |  |                 |  |
| Leonardo Spinola   |                          |                                       |                                               |  |  |       |  |  | Battista Spinola, senatore genovese |  |  |                 |  |
|                    |                          | Brigida Francesca Grimaldi            | Giovanni Battista Grimaldi, patrizio genovese |  |  |       |  |  |                                     |  |  |                 |  |
|                    |                          | Brigida Francesca Grimaldi            | Giovanni Battista Grimaldi, patrizio genovese |  |  |       |  |  |                                     |  |  |                 |  |
|                    |                          | Brigida Francesca Grimaldi            | Pellegra Pinelli                              |  |  |       |  |  |                                     |  |  |                 |  |
| Giovanni Spinola   |                          | Brigida Francesca Grimaldi            |                                               |  |  |       |  |  |                                     |  |  |                 |  |
|                    |                          | Andalò Spinola                        | …                                             |  |  |       |  |  |                                     |  |  |                 |  |
|                    |                          | Andalò Spinola                        | …                                             |  |  |       |  |  |                                     |  |  |                 |  |
|                    |                          | Andalò Spinola                        | …                                             |  |  |       |  |  |                                     |  |  |                 |  |
| Bianca Spinola     |                          | Andalò Spinola                        |                                               |  |  |       |  |  |                                     |  |  |                 |  |
|                    |                          | …                                     | …                                             |  |  |       |  |  |                                     |  |  |                 |  |
|                    |                          | …                                     | …                                             |  |  |       |  |  |                                     |  |  |                 |  |
|                    |                          | …                                     | …                                             |  |  |       |  |  |                                     |  |  |                 |  |
| Orazio Spinola     |                          | …                                     |                                               |  |  |       |  |  |                                     |  |  |                 |  |
|                    | Tommaso Doria di Oneglia | Giovanni Doria, co-signore di Oneglia |                                               |  |  |       |  |  |                                     |  |  |                 |  |
|                    | Tommaso Doria di Oneglia | Giovanni Doria, co-signore di Oneglia |                                               |  |  |       |  |  |                                     |  |  |                 |  |
|                    | Tommaso Doria di Oneglia | Luigia Doria                          |                                               |  |  |       |  |  |                                     |  |  |                 |  |
| Giannettino Doria  | Tommaso Doria di Oneglia |                                       |                                               |  |  |       |  |  |                                     |  |  |                 |  |
|                    |                          | Maria Grillo                          | Lorenzo Grillo, signore di Lerma              |  |  |       |  |  |                                     |  |  |                 |  |
|                    |                          | Maria Grillo                          | Lorenzo Grillo, signore di Lerma              |  |  |       |  |  |                                     |  |  |                 |  |
|                    |                          | Maria Grillo                          | …                                             |  |  |       |  |  |                                     |  |  |                 |  |
| Gironima Doria     |                          | Maria Grillo                          |                                               |  |  |       |  |  |                                     |  |  |                 |  |
|                    |                          | Adamo Centurione, I marchese di Aulla | Luciano Centurione                            |  |  |       |  |  |                                     |  |  |                 |  |
|                    |                          | Adamo Centurione, I marchese di Aulla | Luciano Centurione                            |  |  |       |  |  |                                     |  |  |                 |  |
|                    |                          | Adamo Centurione, I marchese di Aulla | Chiara di Negro                               |  |  |       |  |  |                                     |  |  |                 |  |
| Ginetta Centurione |                          | Adamo Centurione, I marchese di Aulla |                                               |  |  |       |  |  |                                     |  |  |                 |  |
|                    |                          | Orietta Grimaldi                      | Marco Grimaldi                                |  |  |       |  |  |                                     |  |  |                 |  |
|                    |                          | Orietta Grimaldi                      | Marco Grimaldi                                |  |  |       |  |  |                                     |  |  |                 |  |
|                    |                          | Orietta Grimaldi                      | …                                             |  |  |       |  |  |                                     |  |  |                 |  |
|                    |                          | Orietta Grimaldi                      |                                               |  |  |       |  |  |                                     |  |  |                 |  |